# 我们的海

公元117年，羅馬帝國最大疆域。注意，“我们的海”在地图上为“内海”（Mare Internum）

我们的海（拉丁語：Mare Nostrum，古典拉丁語发音：[ˈma.rɛ ˈnɔs.t̪rʊ̃mˑ]，教会拉丁语发音：[ˈmaː.rɛ ˈnɔs.t̪rum]）是地中海在古罗马的名称。
“我们的海”一词最初是罗马人在布匿战争中征服了西西里岛、撒丁岛和科西嘉岛后用来指代第勒尼安海的。到了公元前30年，罗马人的统治范围从伊比利亚半岛扩展到埃及，“我们的海”开始用于指代整个地中海。其他名称亦有使用，如“内海”（Mare Internum）。
在意大利于1861年统一之后的几年里，意大利的民族主义者将意大利视为罗马帝国的继承国并试图恢复使用该词。